# Al-Jabalain Club
Al-Jabalain Club (en árabe: نادي الجبلين‎, El Club de las Dos Montañas) es un equipo de fútbol saudita que juega en la Liga Príncipe Mohammad bin Salman, la segunda categoría del fútbol profesional en el país.

## Entrenadores
- Florin Motroc (2018-2019)[4][3]
- Filipe Gouveia (2019-presente)[3]